# Itek Air
Itek Air — ныне недействующая кыргызстанская авиакомпания со штаб-квартирой в Бишкеке. Itek Air, как и все авиакомпании из Кыргызстана, была в списке запретов на полеты в воздушном пространстве Европейского Союза.

## История
Itek Air была основана в 1999 году. Первые полеты на самолетах Ту-134 и Ту-154 по маршруту Бишкек—Москва начались в 2000 году. Позже в план полета были включены Когалым, Новосибирск, Стамбул и Урумчи. В 2000 году Itek Air была признана Международной ассоциацией воздушного транспорта. В 2007 году авиакомпания перевезла 52 225 пассажиров. Лицензия на полеты авиакомпании была временно отозвана в 2010 году и, наконец, в 2012 году Itek Air прекратила свою деятельность.

## Направления
Итек-Эйр связала кыргызские направления с Москвой, Новосибирском и Урумчи.

## Флот
Itek Air за свою историю эксплуатировала в общей сложности семь различных самолетов:
- 5 Boeing 737-200
- 1 Ту-134А
- 1 Ту-154Б

## Инциденты

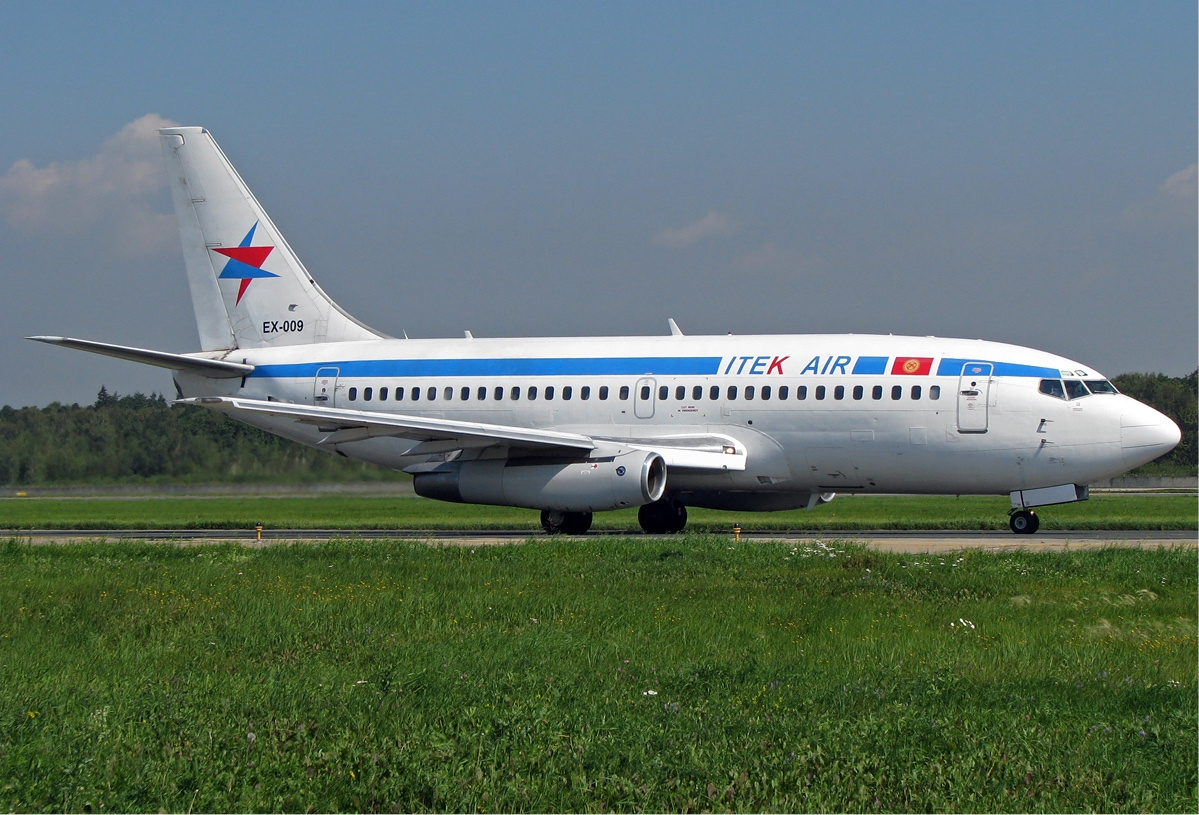
Разбившийся самолёт

24 августа 2008 года Боинг 737 разбился вскоре после взлета из аэропорта Манас недалеко от Бишкека и сгорел. 65 из 90 человек на борту погибли.